# Eduard Otto

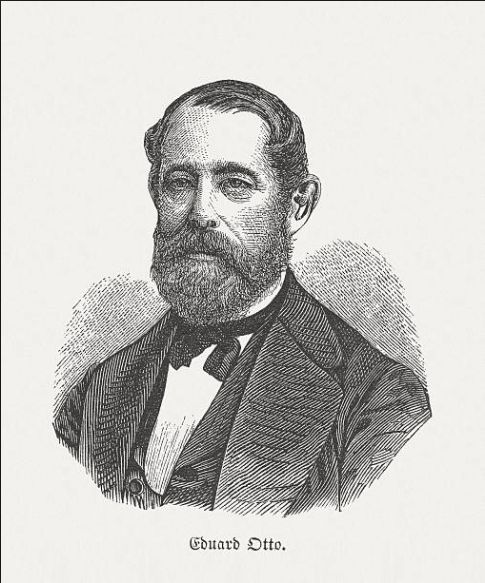
Holzschnitt von 1882

Carl Friedrich Eduard Otto (* 2. Januar 1812 in Neu-Schöneberg; † 11. September 1885 in Hamburg) war ein deutscher Gärtner, Botaniker und Herausgeber einer Zeitung.

## Leben und Wirken
Eduard Otto wurde am 2. Januar 1812 zu Neu-Schöneberg bei Berlin geboren. Neu-Schöneberg hatte Friedrich II. um 1750 errichten lassen und gehört heute zum Bezirk Berlin-Schöneberg. Eduard Ottos Vater war zu der Zeit Inspektor am königlich botanischen Garten und in späteren Jahren der Königliche Garten-Direktor Christian Friedrich Otto. Im Alter von 18 Jahren absolvierte er das Realgymnasium in Berlin und begann anschließend eine Lehre im botanischen Garten. Zur gleichen Zeit besuchte er die königliche Gärtnerlehranstalt in Schöneberg und hörte Vorlesungen an der Universität. Nach einer kurzen Zeit als Soldat und als Gehilfe im botanischen Garten hielt er sich anderthalb Jahre in England auf. Anschließend ging er nach Paris und hörte Vorlesungen berühmter Botaniker. Nach einem halben Jah verließ er Paris und reiste über Belgien und Holland zurück nach Berlin. Hier wurde er im November 1836 Obergehilfe am Berliner botanischen Garten. 1838 erhielt er vom Ministerium den Auftrag, für die botanischen Institute Berlins Pflanzen zu sammeln. Seine erste Reise führte in nach Kuba. Mithilfe der Fürsprache Alexander Humboldts wurde er mit Mitteln für eine zweite Reise, diesmal nach Venezuela, ausgestattet. Dazu erhielt er auch ein persönliches Empfehlungsschreiben Humboldts an den damaligen Präsidenten Venezuelas. Die Ausbeute dieser Reise war umfangreich. Über die Eindrücke und Sammlungen veröffentlichte er 1842 seine „Reiseerinnerungen an Cuba, Nord- und Südamerika von 1838-41“. 
Zu Beginn des Jahres 1844 erhielt er von dem Direktor Lehmann des botanischen Gartens in Hamburg die Anfrage, ob er nicht die gärtnerische Leitung übernehmen wolle, da der bisherige Inhaber Johann Heinrich Ohlendorff zum 30. April 1844 ausscheiden werde. Otto nahm an und wurde zügig wegen seines großen Einsatzes zum Garten-Inspector befördert. Ihm gelang es während seiner Zeit, eine besondere Pflanze, die Victoria regia aus dem Amazonasgebiet, zum Blühen zu bringen, weshalb viele Besucher angelockt wurden. Da Lehmann als Direktor auch Vorlesungen am Johanneum und am Akademischen Gymnasium abhalten musste und nur wenig Zeit auf seine Arbeit als Direktor verwenden konnte, boten sich Otto zahlreiche Möglichkeiten. So trieb er die Kontakte zu anderen Botanischen Gärten voran. Als Lehmann 1860 starb, übernahm Otto zunächst „vertretungshalber“ die Leitung des botanischen Gartens. 1863 wurde Heinrich Gustav Reichenbach als Leiter des botanischen Gartens vom Senat eingesetzt. Die Zusammenarbeit zwischen Reichenbach und Otto wurde im Laufe der Jahre schwierig, weswegen Otto am 31. Dezember 1867 seine Stellung als Inspektor aufgab. Anschließend übernahm er die Position eines Geschäftsführers bei der Baumschule und den Gewächshäusern des verstorbenen H.C. Harmsen. Diese Position behielt er nur ein Jahr. Er machte sich anschließend in Altona selbständig. Doch auch hier war ihm der Erfolg nicht vergönnt. 1878 erlitt Otto eine Schlaganfall, was ihn in seinen Tätigkeiten einschränkte. Aufgrund seiner Beliebtheit und Zugewandtheit wurde er von einigen Vereinen durch Ehrenmitgliedschaft geehrt.
Im Juli 1848 hatte Eduard Otto von Rudolph Mettler die Herausgabe der Zeitung Neue allgemeine deutsche Garten- und Blumenzeitung übernommen. Mit der Ausgabe des 8. Bandes änderte er den Namen in Hamburger Garten- und Blumenzeitung. 1883 mit der Ausgabe des 39. Bandes übernahm Dr. Edmund Goeze die Herausgabe. Am 1. April 1884 beendete er seine journalistische Tätigkeit. Am 11. September 1885 verstarb Eduard Otto.

## Werke
- Eduard Otto: Reiseerinnerungen an Cuba, Nord- und Südamerika von 1838–41. Naucksche Verlag, Berlin 1843 (Digitalisat).